# Kalligráfia

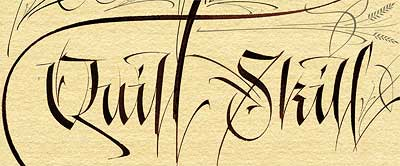
Modern nyugati kalligrafikus írás

A kalligráfia (a görög καλλος kallos „szépség” + γραφος grafosz „írás” szavakból) a díszes, szép (folyó) kézírás, annak művészi fokú gyakorlása. Kalligrafikus írásnak szokás nevezni a rendezett, szabályos folyó vagy folyamatos zsinórírást, amelynek többféle változata van, jelenleg mindegyik kiveszőben.

## Előzményei, változatai

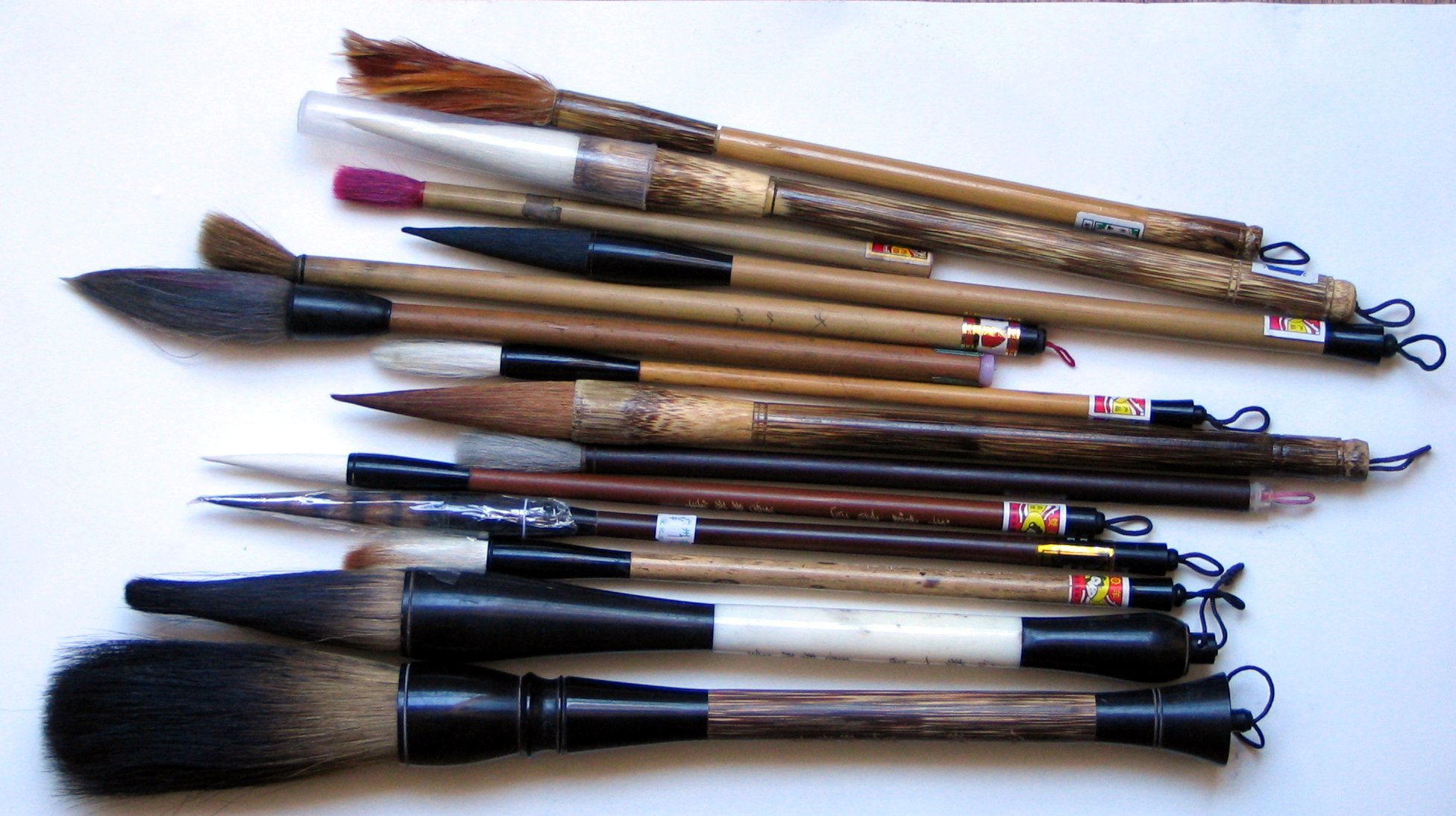
Ecsetek a kínai íráshoz és festéshez

Az európai kalligráfia gyökerei a görög és római írnokok korába nyúlnak vissza, a Bibliát másoló és képekkel, iniciálékkal gazdagító középkori szerzetesekkel virágkorát élte egészen a könyvnyomtatás feltalálásáig (Johann Gutenberg, 15. század.) A 19. század végén William Morris a híres Arts and Crafts movement  újra felfedezte és népszerűsítette. A mindennapi életben a kézírás visszaszorulásával a kalligráfiát, a díszesen megírt szövegek elkészítését speciális alkalmakkor gyakorolják, meghívók, diplomák és hasonlók kerülnek ki a kalligráfia mai mesterei keze alól.
A kínai és a kelet-ázsiai kalligráfia eszköze az ecset, amelynek segítségével az írnok szintén folyamatosan tudja a jeleket főleg rizspapírra vagy selyemre írni. A kínai írásjegyek neve hanzi, a japánoké kandzsi, a koreaiaké handzsa, de a hangult is lehet kalligrafikusan írni. A kalligráfiát ezeken a távol-keleti helyeken igen fontos művészetnek tartják, és része a legkifinomultabb ázsiai festőművészetnek is.
A kalligráfiát vagy folyamatos mozdulatokra épülő szép kézírást például a japán gyerekek iskolában tanulják sok éven át, része az általános oktatásnak, ugyanis a japánok írásjelei fogalmakat takarnak, képileg is reprezentálnak, és a hangalak mellett a gyerekek rögzítik a jel előállításához szükséges finom manuális mozgás részleteit nemcsak a fejükben, hanem az izmaikban is.

II. Mahmud szultán tuğrája

A Közel-Keleten a muzulmánok is kedvelik a kalligráfiát, művészi teljesítménynek és az inspiráció szolgálójának tartják. A kézírás része az iszlám filozófiának, amely nem engedte a hasonmás képi ábrázolást, így szinte olvashatatlanul túldíszített, réztárgyakba vésett vagy falakat díszítő írásban bontakoztatták ki magukat a díszítő kedvű írástudók. Ilyen kalligráfia például a tuğra, a szultánok pecsétje is.

## Rokonértelmű kifejezések
A kőbe vagy fémbe vésett írásjegyek tanulmányozásával az epigráfia foglalkozik.
Az írás külalakjával és értelmezésével a grafológia foglalkozik.
A szépirodalom (a szépíró és a szépírás) a kitalált történetek, regények és hasonlók gyűjtőneve.

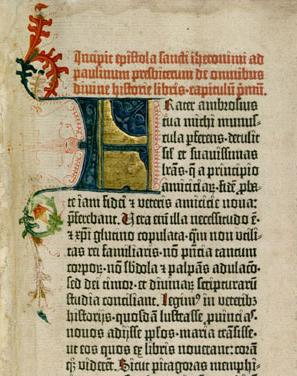
Az első nyomtatott latin nyelvű biblia egy lapja (Gutenberg-biblia), 1450 körül
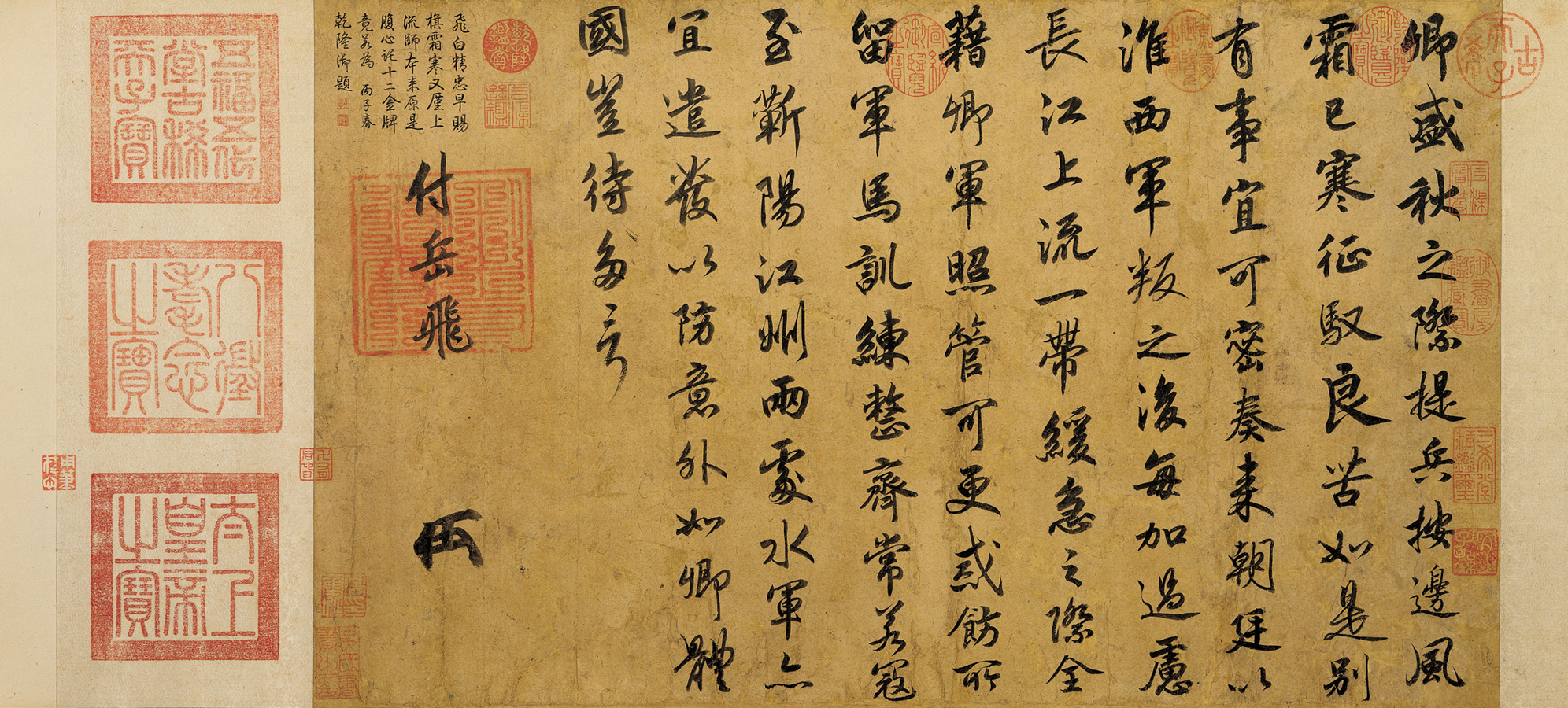
Kínai írás (12. sz.)
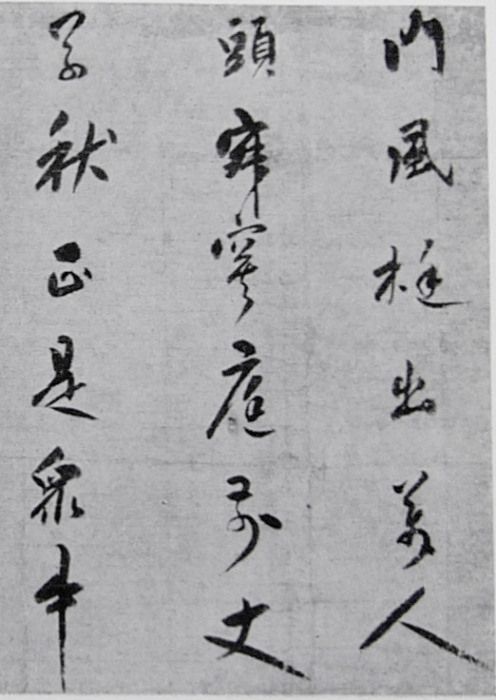
Japán írás (14. sz.)
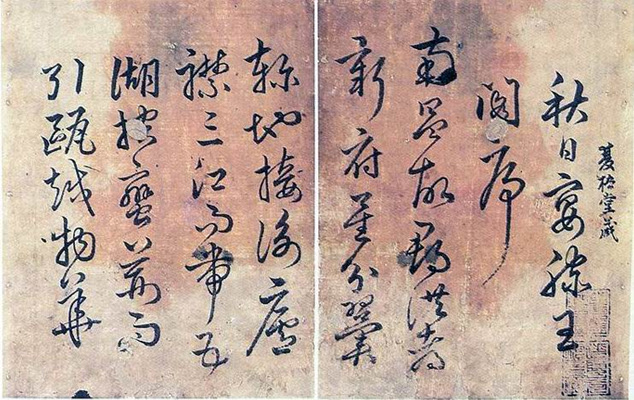
Koreai írás (16. sz.)
Vietnámi írás
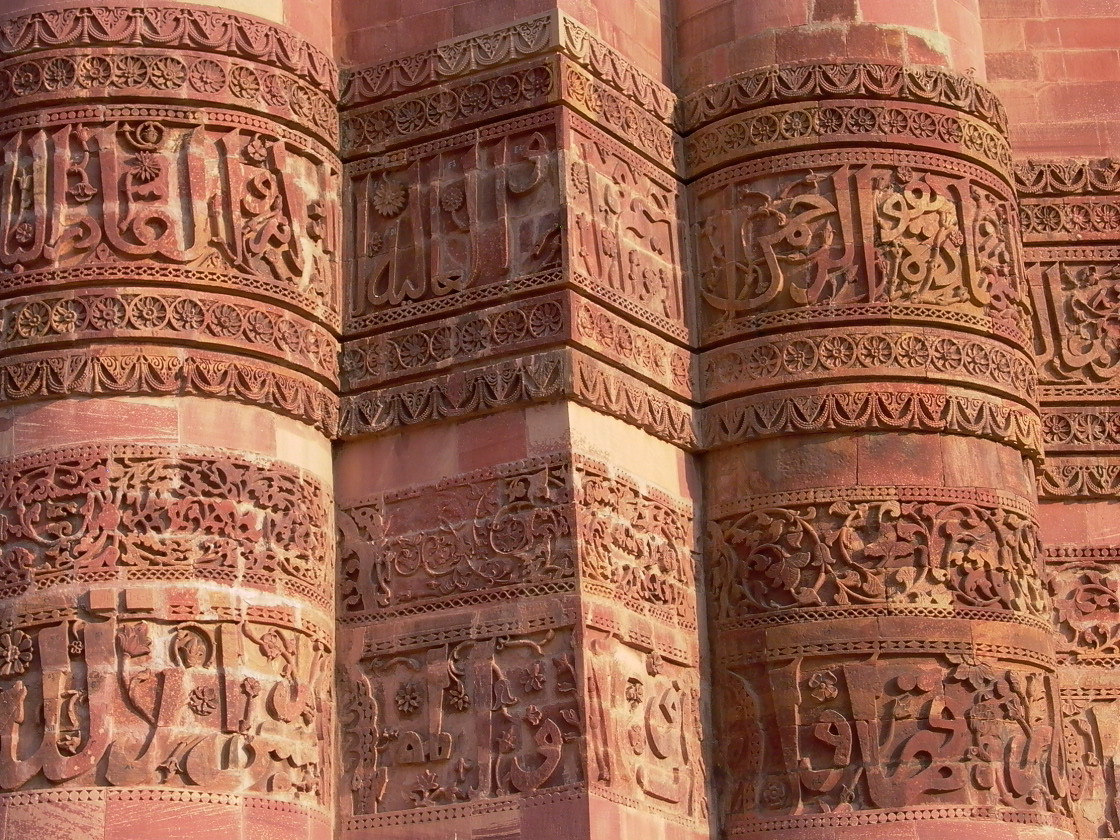
Minaret Delhiben arab kalligrafikus díszítéssel

## Külső hivatkozások
- Kalligráfia Baráti Kör - kalligráfiával foglalkozó magyar nyelvű oldal
- Apollinaire: Kalligrammák
- A kínai, japán, és koreai kalligráfiáról Archiválva 2021. február 25-i dátummal a Wayback Machine-ben
- Shodo. Japán kalligráfia
- Japán kalligráfiáról magyarul
- Szaku Magazin japán kalligráfiáról magyarul - Rovat